# Kazimierz Jancarz
Kazimierz Jancarz (ur. 9 grudnia 1947 w Suchej Beskidzkiej, zm. 25 marca 1993 w Luborzycy) – polski ksiądz katolicki, działacz opozycji w PRL.

## Młodość
Szkołę podstawową ukończył w Suchej Beskidzkiej. W latach 1961–1966 uczęszczał do Technikum Kolejowego w Krakowie. W 1972 r. ukończył Wyższe Seminarium Duchowne w Krakowie. W jego ślady poszło dwóch jego braci. Ks. Marian Jancarz został proboszczem katedry katolickiej w Sztokholmie, a ks. Janusz Jancarz jest proboszczem parafii na Florydzie.
Ksiądz Kazimierz Jancarz był wikariuszem kolejno w: Pisarzowicach, Andrychowie, Oświęcimiu i Niepołomicach, zaś od 1978 roku w parafii św. Maksymiliana Marii Kolbego w Mistrzejowicach. Zaraz po przybyciu założył Konfraternię Akademicką, która skupiała studentów i pracowników naukowych krakowskich uczelni. Decyzją władz kościelnych, miała ona osobowość prawną i statut regulujący cele bractwa. 

## Po ogłoszeniu stanu wojennego
Po ogłoszeniu stanu wojennego ks. Jancarz został duszpasterzem robotników. W 1982 r., solidaryzując się z głodującymi internowanymi w Załężu, w mistrzejowickiej parafii dziewięciu mężczyzn rozpoczęło głodówkę. W głodówce oraz nabożeństwach brało udział coraz więcej osób. Widząc rosnącą aktywność robotników, ks. Kazimierz założył Duszpasterstwo Ludzi Pracy. Jego celem było organizowanie pomocy represjonowanym i poszkodowanym. Po zwolnieniu większości internowanych z Załęża, kontynuowano wspólne modlitwy i spotkania.

### Czwartkowe msze za Ojczyznę
W taki sposób narodziły się czwartkowe msze święte za Ojczyznę odprawiane przez księdza Kazimierza Jancarza. Gromadziły one tysiące ludzi z Nowej Huty, Krakowa, a nawet całej Polski. W nabożeństwach uczestniczyli m.in. ks. bp. Ignacy Tokarczuk – ordynariusz przemyski, ks. Jerzy Popiełuszko, ks. Edward Frankowski ze Stalowej Woli, ks. Henryk Jankowski z Gdańska i ks. Tadeusz Isakowicz-Zaleski. Czwartkowe msze św. oraz Duszpasterstwo Ludzi Pracy miały za zadanie ugruntować wśród robotników etykę pracy, solidarność i patriotyzm. Był nieustannie inwigilowany przez Służbę Bezpieczeństwa, która za pośrednictwem zwerbowanych w jego otoczeniu tajnych współpracowników przeprowadzała gry operacyjne, mające na celu jego skompromitowanie w oczach wiernych.

### Duszpasterstwo mistrzejowickie
Mistrzejowickie duszpasterstwo organizowało wieczory poetyckie, festiwale piosenki religijnej „Sacrosong”, występy zespołów muzycznych i teatralnych (m.in. „Grupa pod Budą, „Teatru Ósmego Dnia”), regularne wystawy malarstwa, grafiki i fotografii. Działała księgarnia wydawnictw niezależnych, a także Niezależna Telewizja Mistrzejowice, która rejestrowała ważne wydarzenia, w tym strajki w Nowej Hucie. W 1983 roku powstały trzy nowe konfraternie (Robotnicza – skupiająca robotników i pomagająca finansowo bezrobotnym; Samarytańska – prowadzono w niej aptekę darów, czyli bezpłatnie wydawano leki oraz odżywki mieszkańcom całego Krakowa i wielu ośrodkom Solidarności w Polsce; Nauczycielska – prowadzono korepetycje dla dzieci z krakowskich szkół). Te działania wspierali m.in.: ówczesny proboszcz parafii św. Maksymiliana Marii Kolbego, ks. prałat Mikołaj Kuczkowski, Lech Wałęsa, Stefan Bratkowski, Andrzej Wajda, Tadeusz Mazowiecki, Jacek Fedorowicz, Zbigniew Romaszewski, Karol Modzelewski, Adam Macedoński.

### Dom Rekolekcyjny i Uniwersytet Robotniczy
Na początku lat 80. wspólnie z kilkoma księżmi zaczął budowę domu rekolekcyjnego w Groniu na Piekarzówce (dom istnieje do dzisiaj i służy młodzieży oazowej na dni skupienia i rekolekcje).
W roku 1983 ks. Jancarz, wspólnie z m.in. Janem Franczykiem, powołał Chrześcijański Uniwersytet Robotniczy im. ks. kardynała Stefana Wyszyńskiego, funkcjonujący do 1987 roku.

### Wikariat Solidarności z Potrzebującymi
Po pacyfikacji Huty im. Lenina (noc z 4 na 5 maja 1988 r.), w której wiele osób zostało rannych, zwolnionych z pracy lub uwięzionych, ks. Kazimierz powołał Wikariat Solidarności z Potrzebującymi. Udzielał on pomocy materialnej poszkodowanym i bezrobotnym, organizował transporty żywności i odzieży dla najuboższych i prowadził ewidencję osób, które ucierpiały podczas strajku. Ukoronowaniem działalności ks. Kazimierza Jancarza i Duszpasterstwa była zorganizowana w parafii św. Maksymiliana Międzynarodowa Konferencja Praw Człowieka.

## Po 1989
W 1989 r. ks. Jancarz został proboszczem w podkrakowskiej Luborzycy. Założył tam m.in. Parafialne Gimnazjum Gospodarcze, zorganizował drukarnię, rozpoczął wydawanie pisma „Krzyż Luborzycki” oraz emisję własnego programu radiowego. Wybudował warsztat stolarski i samochodowy, dzięki czemu powstały nowe miejsca pracy dla bezrobotnych. W górach zbudował ośrodek wakacyjny dla dzieci z rodzin bezrobotnych.
Jest autorem Parafialnego śpiewnika liturgicznego, wydanego w Luborzycy w 1993 r.
Ks. Kazimierz Jancarz zmarł nagle, 25 marca 1993 roku, w wieku 46 lat. Został pochowany w Makowie Podhalańskim. W jego pogrzebie uczestniczyli członkowie parlamentu, prezydent Lech Wałęsa, wojewoda Tadeusz Piekarz, pracownicy zakładów pracy i tysiące przyjaciół. Mszę św. koncelebrował ks. kard. Franciszek Macharski. Na zakończenie uroczystości tłum ludzi odśpiewał Ojczyzno ma..., śpiewane zawsze na zakończenie czwartkowych mszy św. za Ojczyznę.

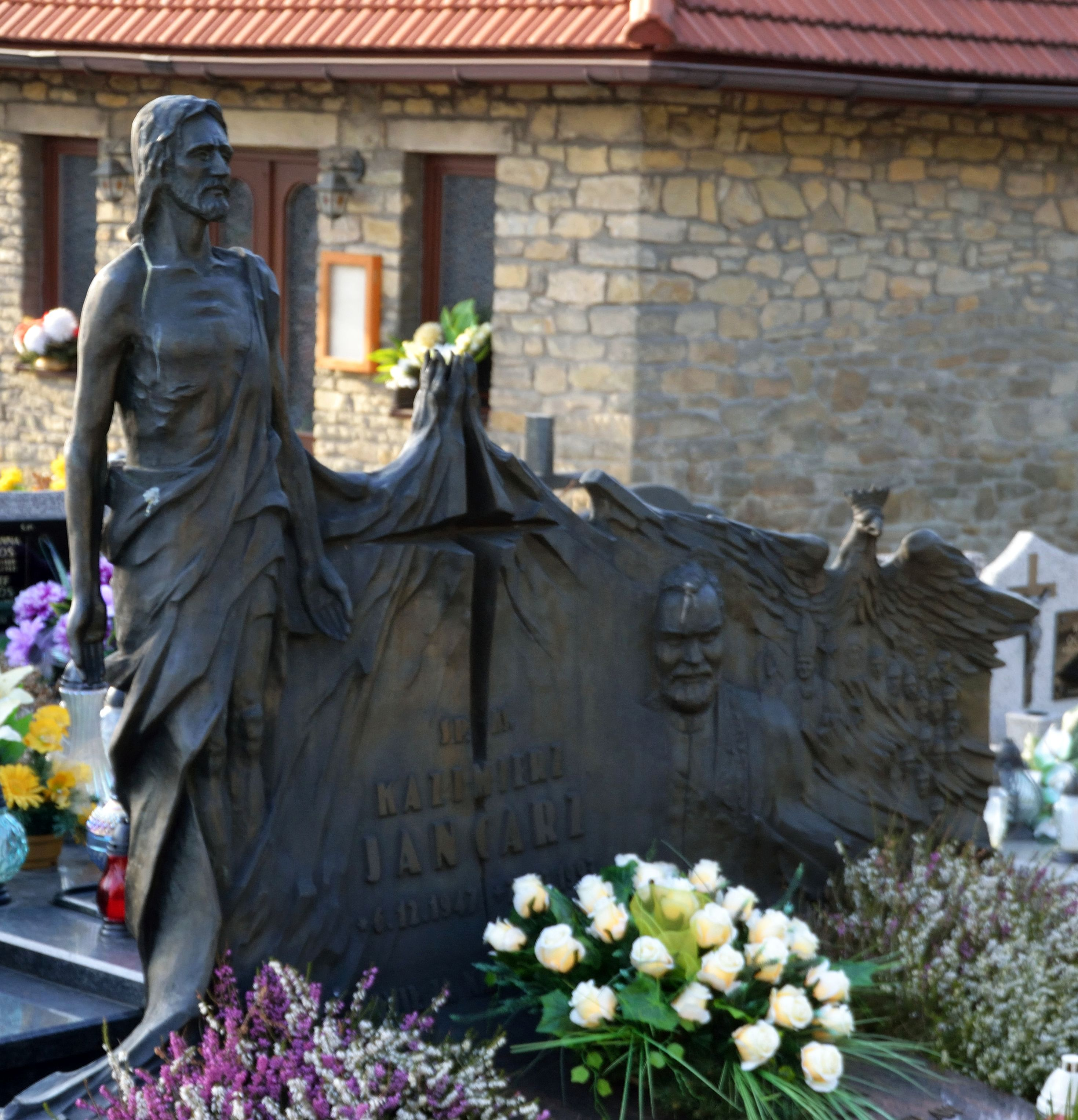
Grób ks. Kazimierza Jancarza

Odznaczony pośmiertnie Krzyżem Komandorskim z Gwiazdą Orderu Odrodzenia Polski (2008).

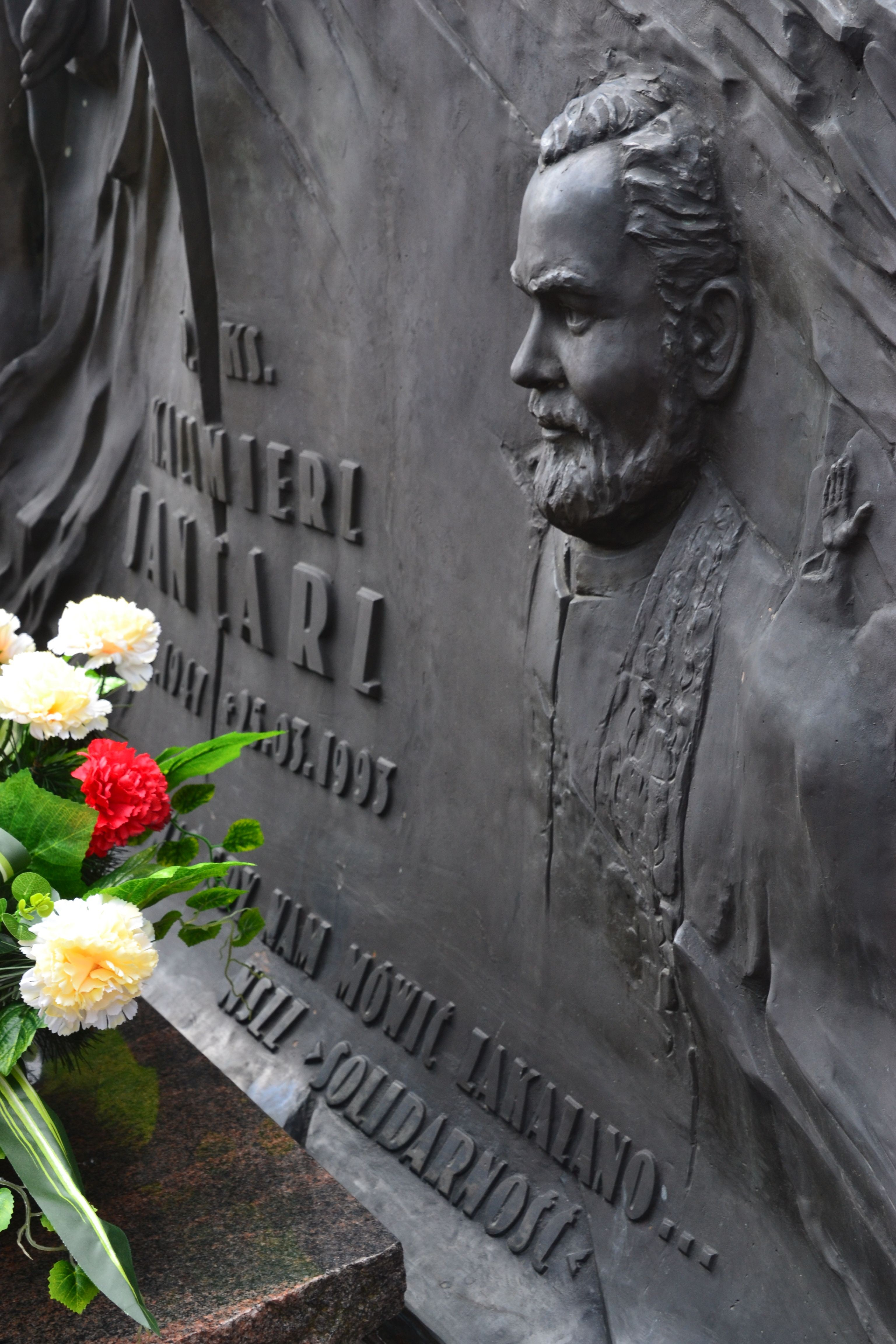
Ks. Kazimierz Jancarz - tablica nagrobna w Makowie Podhalańskim

## Upamiętnienia
- Szkoła Podstawowa nr 85 na os. Złotego Wieku (od 10 listopada 2006 r.)
- ulica łącząca ulice Srebrnych Orłów i Franciszka Bohomolca[4].

Ks. Kazimierza Jancarza upamiętniają też:
- obelisk na skwerze przy kościele pw. Maksymiliana Kolbe w Mistrzejowicach (2005 r.)[5],
- tablica pamiątkowa w kościele dolnym w Mistrzejowicach[6],
- tablica pamiątkowa na cmentarzu w Makowie Podhalańskim[7],
- tablica pamiątkowa na frontonie plebanii w Luborzycy (2 kwietnia 2023 r.)[8].